# Лешниця (Ловецька область)
Ле́шниця (болг. Лешница) — село в Ловецькій області Болгарії. Входить до складу общини Ловеч.

## Населення
За даними перепису населення 2011 року у селі проживали 148 осіб.
Національний склад населення села:
| Національність   | Кількість осіб | Відсоток |
| ---------------- | -------------- | -------- |
| болгари          | 145            | 98,0%    |
| турки            | 0              | 0%       |
| цигани           | 0              | 0%       |
| інша             | 0              | 0%       |
| не визначились   | 3              | 2,0%     |
| Всього відповіли | 148            |          |

Розподіл населення за віком у 2011 році:
Динаміка населення: